# Agata Bielik-Robson
Pour les articles homonymes, voir Robson.
Agata Bielik-Robson (née le 6 juin 1966) est une philosophe polonaise. 

## Biographie
Elle enseigne à l'université de Nottingham. Elle est mariée au journaliste Cezary Michalski.

## Publications
- Na drugim brzegu nihilizmu. Filozofia współczesna w poszukiwaniu nowego podmiotu, Varsovie, IFiS PAN, 1997.
- Inna nowoczesność. Pytania o współczesną formułę duchowości, Cracovie, Universitas, 2000.
- Duch powierzchni. Rewizja romantyczna i filozofia, Cracovie, Universitas, 2004 (nominacja do Nagrody im. Jana Długosza 2005[2])
- Życie i cała reszta: Marshalla Bermana marksizm romantyczny, [w:] Marshall Berman, Wszystko, co stałe rozpływa się w powietrzu, przeł. M. Szuster, Kraków: Universitas, 2006.
- Romantyzm, niedokończony projekt. Eseje, Cracovie, Universitas, 2008.
- "Na pustyni" - kryptoteologie późnej nowoczesności, Cracovie, Universitas, 2008.
- The Saving Lie: Harold Bloom and Deconstruction, Northwestern University Press, 2011.
- Bielik-Robson. Żyj i pozwól żyć. Rozmawia Michał Sutowski, Wydawnictwo Krytyki Politycznej, Varsovie, 2012.
- Agata Bielik-Robson, Tadeusz Bartoś, Kłopot z chrześcijaństwem: wieczne gnicie, apokaliptyczny ogień, praca, Varsovie,2013.
- Deus otiosus: nowoczesność w perspektywie postsekularnej, red. Agata Bielik-Robson i Maciej A. Sosnowski, Varsovie, 2013.

## Autres publications
- Polska wspólnota fantazmatyczna w Kim są Polacy, Biblioteka Gazety Wyborczej, Varsovie, 2013.

## Traductions
- Harold Bloom, Lęk przed wpływem: teoria poezji, wraz z Marcinem Szustrem, Cracovie, Universitas, 2002.